# رواد في إنجولشتات (فلم)
رواد في إنجولشتات (بالألمانية: Pioniere in Ingolstadt) فيلم تلفزيوني ألماني غربي مقتبس عن مسرحية للكاتبة الألمانية ماري لويزه فلايسر Marieluise Fleißer تحمل نفس العنوان، للمخرج والمؤلف والممثل راينر فيرنر فاسبيندر Rainer Werner Fassbinder. الفيلم هو تاسع فيلم طويل لفاسبيندر خلال ثلاث سنوات. تم التصوير في نوفمبر 1970 لمدة 25 يومًا، كانت الميزانية 550 ألف مارك ألماني. كان العرض الأول في 19 مايو 1971 على التلفزيون الألماني الثاني.

## طاقم التمثيل
- هانا شيجولا: في دور بيرتا
- هاري باير: في دور كارل
- إيرم هيرمان: في دور ألما
- رودولف فالديمار بريم: في دور فابيان
- والتر سيدلماير: في دور فريتز
- كلاوس لوفيتش: في دور الرقيب
- مارجيت كارستنسن: في دور مارجريت
- كارلا إيجرير: في دور فريدا
- جونتر كوفمان: في دور ماكس
- بورجارد شليخت: في دور كلاوس
- إلجا سورباس: في دور ماري[5]

## أحداث الفيلم
ينتقل فريق إنشاءات عسكرية إلى مدينة إنجولشتات الألمانية لبناء جسر. الوجود العسكري يثير المدينة الشاعرية. إنها فرصة للفتيات لتغيير حياتهن، وإعتمادًا على شخصياتهن وطباعهن، يبحث البعض فقط عن مغامرة، والبعض الآخر يبحث عن حب كبير. تعيش النادلة بيرتا هناك، حيث تعمل لدى كوفمان أونيرتل، وتقع في حب الجندي كارل، الذي يعتبرها مجرد مغامرة أخرى وسرعان ما يتركها.

## وصلات خارجية
- مقالات تستعمل روابط فنية بلا صلة مع ويكي بيانات
- رواد في إنجولشتات (فيلم) على موقع filmportal.de